# Umbilicus parviflorus
Umbilicus parviflorus là một loài thực vật có hoa trong họ Crassulaceae. Loài này được (Desf.) DC. miêu tả khoa học đầu tiên năm 1828.